# Riconquista di Raab (1598)
La riconquista di Raab o riconquista di Győr si svolse il 28 marzo 1598, tra le forze congiunte austro-transilvane degli Asburgo e le forze turche, presso la città di Raab (in ungherese Győr) nel nord dell'Ungheria. Durante la battaglia gli imperiali riuscirono a riconquistare il castello turco di Győr, il quale era passato sotto il dominio turco dal 1594, garantendo così la sicurezza di Vienna.

## Antefatto

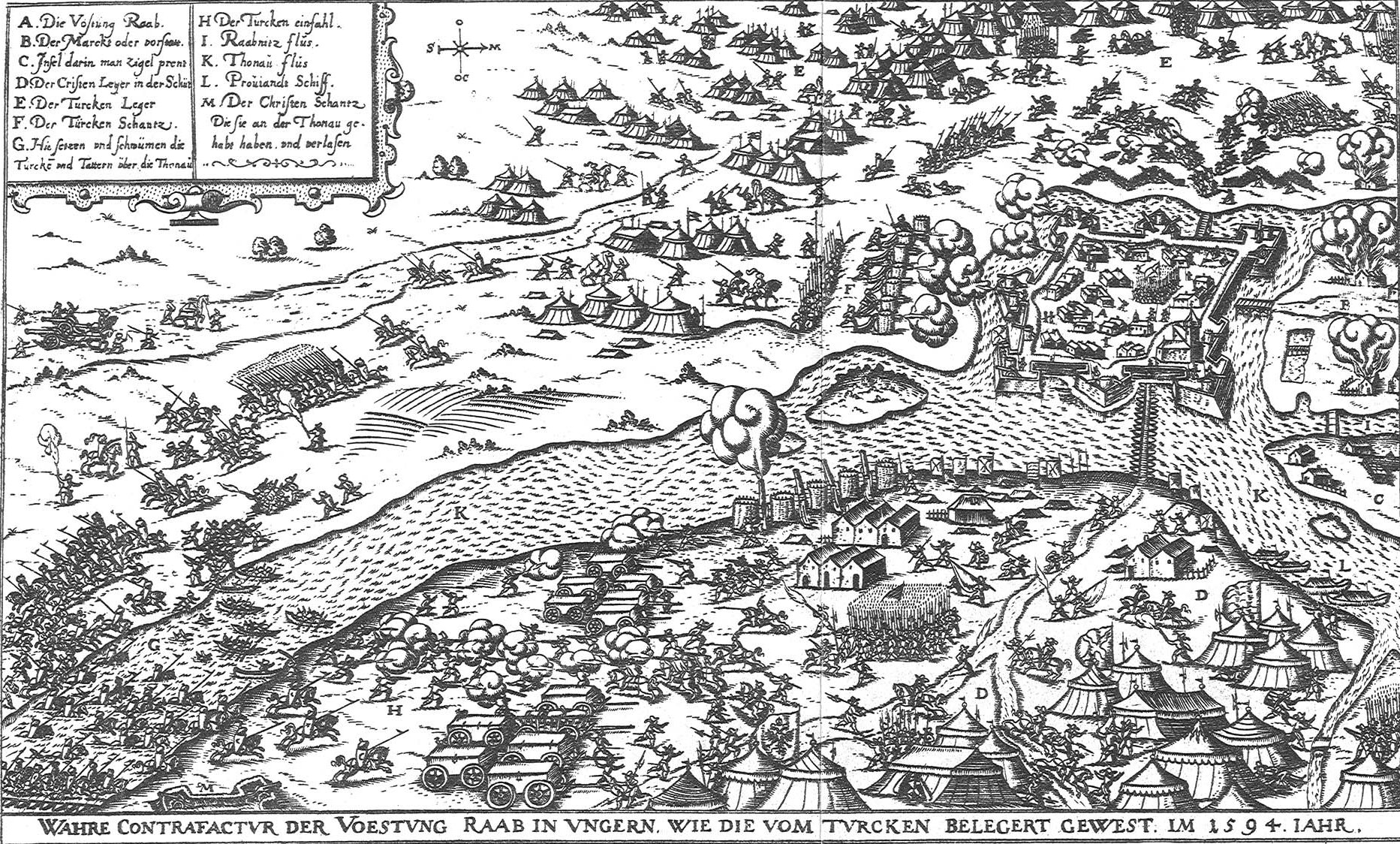
La conquista di Raab da parte dei turchi nel 1594

Durante la Lunga Guerra, l'impero asburgico ed i suoi sostenitori combatterono diverse battaglie contro l'impero ottomano. All'inizio del conflitto il sultano Mehmet III si era impegnato in una serie di scontri di minore importanza, ma il conflitto andò via via crescendo, trasformandosi in una guerra di lunga durata. All'inizio degli scontri i turchi ottennero le vittorie più importanti, una delle quali fu proprio la cattura della città e del castello di Győr nel 1594. Il castello venne difeso per 61 giorni tra il 31 luglio e il 29 settembre, ma, dovendo fronteggiare una situazione ormai disperata, il suo comandante Ferdinand zu Hardegg (1549-1595) dovette abbandonare il castello in cambio della libera ritirata. Tuttavia, a causa del suo grave tradimento e della codardia davanti al nemico, fu processato e giustiziato il 16 giugno 1595. La presa del castello di Győr da parte dei turchi mise in serio pericolo la città di Vienna in quanto con questa stazione di rifornimenti, i turchi sarebbero stati ora in grado di garantire alle loro armate una scorta senza impedimenti per un possibile assedio alla capitale asburgica. Inoltre, anche la possibile riconquista di Győr appariva un compito arduo in quanto la fortezza, formidabilmente progettata, era stata in grado di resistere a lungo a molti attacchi nella storia.
Tra il 1597 e il 1603, la guerra sembrò propendere più favorevolmente all'impero asburgico ed ai suoi alleati. Sebbene Visegrád ed Esztergom furono riconquistate nel 1595, dopo l'ingresso in Transilvania, fallì il primo tentativo degli imperiali di riconquistare Győr nel 1597. Massimiliano III d'Austria, gran maestro dell'Ordine Teutonico che sino ad allora aveva sostenuto gli imperiali, preferì mantenere fuori dagli scontri i suoi uomini.
Proprio quando iniziò l'assedio di Raab, era da poco stato inventata l'applicazione bellica di petardi che garantirono a Miklós Pálffy una notevole potenza di fuoco per aprirsi un accesso alla fortezza.

## Battaglia
Nel 1598, Adolfo di Schwarzenberg ed il principe Massimiliano si accordarono per un'operazione congiunta con la quale si tentò di riconquistare la città e il castello di Győr. Nel 1598, il parlamento votò un aumento delle tasse con lo scopo di raccogliere fondi per riconquistare il castello. Già da marzo di quell'anno, Adolfo di Schwarzenberg iniziò a pianificare la battaglia coi primi preparativi.
All'inizio di marzo, iniziò il trasferimento dell'equipaggiamento bellico a Komárom, ed alla fine del mese giunsero sul posto Miklós Pálffy e Don Lopez, portando con loro forze per 4000-5000 uomini. A quel tempo il castello era protetto da un gran numero di truppe turche (circa 3000-4000 uomini). Il castello venne attaccato la notte del 28 marzo. Volendo sfondare le porte della città con l'uso dei petardi, gli imperiali si adoperarono con l'artiglieria ma solo uno dei due esplosivi riuscì ad essere innescato, facendo comunque abbastanza danni da permettere di creare una breccia e permettere agli imperiali di varcare le porte della città.
Le guardie del castello, pur svegliate in piena notte, riuscirono a reagire bene agli assedianti ed anche il comandante della fortezza, Ali Beg, impiegò la sua guardia del corpo per combattere gli invasori. Alla fine la situazione divenne così sfavorevole per gli aggressori che Miklós Pálffy si vide costretto a far indietreggiare i suoi uomini e a tentare il tutto per tutto con l'uso dei petardi, assicurandosi così una breccia nelle mura nemiche. Con l'ingresso degli imperiali nella città, i giannizzeri si ritirarono nel bastione principale della fortificazione ove tentarono disperatamente di resistere al nemico che avanzava e, in ultima analisi, fecero saltare il deposito delle polveri da sparo, uccidendo 500 persone tra attaccanti e difensori.
Ciò non fu tuttavia utile a cambiare l'esito della battaglia, che si concluse con la vittoria degli imperiali e la riconquista del castello. Durante la battaglia, l'esercito turco contò 1700 morti e 500 furono i prigionieri, ma gli attaccanti ne persero meno di 400, con soli 400 feriti.

## Conseguenze
Schwarzenberg e Pálffy ripristinarono rapidamente le fortificazioni danneggiate di Győr e quindi lasciarono in città un  gran numero di uomini di difesa, marciando verso est con le loro truppe. Alla fine di luglio conquistarono il castello di Tata. Quindi, nel giro di otto giorni, vennero conquistati i castelli di Várgesztes, Veszprém, Várpalota, Nagyvázsony e diversi castelli minori nella Transdanubiana. Le truppe imperiali progettarono quindi l'assedio di Buda.
La vittoria di Raab venne largamente celebrata nelle cronache dell'epoca come la difesa del baluardo della cristianità contro l'avanzata degli ottomani in occidente, e gli stessi comandanti dell'assedio ricevettero le felicitazioni personali di papa Clemente VIII. In memoria di questo evento, l'imperatore Rodolfo II diede ordine di erigere in più punti dell'impero le cosiddette Raaberkreuz, dei monumenti commemorativi per ricordare quanto questa vittoria avesse significato per la salvezza dell'impero e dell'occidente cristiano.
All'episodio della riconquista di Raab rimane legata la leggenda del gallo di ferro di Győr.